# العميدية
العميدية هي مدينة من محافظة خوزستان ومقاطعة العميدية مركز مدينة العميدية .تجاورها مدن رامهرمز، بهبهان، آغاجاری، الأحواز وماهشهر . يبلغ عدد سكانها 57,970 حسب إحصاء عام 2006 م.
التقسيمات الحكومية
شعبة المركزية:
- قرية الطاحونة (اسياب)
- قرية بئر سالم (چاه سالم)

المقاطعات: العميدية
- قسم جایزان

## المناخ
يظهر الجدول التالي التغييرات المناخية على مدار السنة لالعميدية:
| البيانات المناخية لـالعميدية                                                                                                | البيانات المناخية لـالعميدية | البيانات المناخية لـالعميدية | البيانات المناخية لـالعميدية | البيانات المناخية لـالعميدية | البيانات المناخية لـالعميدية | البيانات المناخية لـالعميدية | البيانات المناخية لـالعميدية | البيانات المناخية لـالعميدية | البيانات المناخية لـالعميدية | البيانات المناخية لـالعميدية | البيانات المناخية لـالعميدية | البيانات المناخية لـالعميدية | البيانات المناخية لـالعميدية |
| الشهر | يناير                        | فبراير                       | مارس                         | أبريل                        | مايو                         | يونيو                        | يوليو                        | أغسطس                        | سبتمبر                       | أكتوبر                       | نوفمبر                       | ديسمبر                       | المعدل السنوي                |
| --- | ---------------------------- | ---------------------------- | ---------------------------- | ---------------------------- | ---------------------------- | ---------------------------- | ---------------------------- | ---------------------------- | ---------------------------- | ---------------------------- | ---------------------------- | ---------------------------- | ---------------------------- |
| الدرجة القصوى °م (°ف) | 27.8 (82.0)                  | 33.5 (92.3)                  | 39.0 (102.2)                 | 44.0 (111.2)                 | 48.0 (118.4)                 | 51.5 (124.7)                 | 53.0 (127.4)                 | 52.0 (125.6)                 | 50.0 (122.0)                 | 44.5 (112.1)                 | 37.5 (99.5)                  | 31.0 (87.8)                  | 53.0 (127.4)                 |
| متوسط درجة الحرارة الكبرى °م (°ف)                                                                                           | 17.8 (64.0)                  | 21.1 (70.0)                  | 26.1 (79.0)                  | 33.1 (91.6)                  | 40.7 (105.3)                 | 45.5 (113.9)                 | 47.0 (116.6)                 | 46.5 (115.7)                 | 42.9 (109.2)                 | 36.7 (98.1)                  | 27.3 (81.1)                  | 20.1 (68.2)                  | 33.7 (92.7)                  |
| المتوسط اليومي °م (°ف) | 12.4 (54.3)                  | 14.7 (58.5)                  | 19.0 (66.2)                  | 25.3 (77.5)                  | 31.7 (89.1)                  | 35.4 (95.7)                  | 37.5 (99.5)                  | 37.0 (98.6)                  | 33.0 (91.4)                  | 27.8 (82.0)                  | 19.9 (67.8)                  | 14.3 (57.7)                  | 25.7 (78.3)                  |
| متوسط درجة الحرارة الصغرى °م (°ف)                                                                                           | 7.0 (44.6)                   | 8.3 (46.9)                   | 11.9 (53.4)                  | 17.5 (63.5)                  | 22.8 (73.0)                  | 25.4 (77.7)                  | 27.9 (82.2)                  | 27.5 (81.5)                  | 23.2 (73.8)                  | 18.8 (65.8)                  | 12.6 (54.7)                  | 8.5 (47.3)                   | 17.6 (63.7)                  |
| أدنى درجة حرارة °م (°ف) | −2.0 (28.4)                  | −3.5 (25.7)                  | 0.4 (32.7)                   | 6.5 (43.7)                   | 13.6 (56.5)                  | 18.6 (65.5)                  | 21.4 (70.5)                  | 20.0 (68.0)                  | 16.2 (61.2)                  | 7.0 (44.6)                   | 0.0 (32.0)                   | −1.0 (30.2)                  | −3.5 (25.7)                  |
| الهطول مم (إنش) | 56.3 (2.22)                  | 34.0 (1.34)                  | 39.9 (1.57)                  | 17.7 (0.70)                  | 2.1 (0.08)                   | 0.1 (0.00)                   | 0.0 (0.0)                    | 0.0 (0.0)                    | 0.0 (0.0)                    | 6.0 (0.24)                   | 40.4 (1.59)                  | 58.2 (2.29)                  | 254.7 (10.03)                |
| متوسط أيام هطول الأمطار (≥ 1.0 mm)                                                                                          | 5.8                          | 4.4                          | 4.6                          | 2.5                          | 0.5                          | 0.0                          | 0.0                          | 0.0                          | 0.0                          | 0.8                          | 3.3                          | 5.3                          | 27.2                         |
| متوسط الرطوبة النسبية (%)                                                                                                   | 78                           | 68                           | 58                           | 48                           | 35                           | 31                           | 32                           | 38                           | 39                           | 45                           | 60                           | 76                           | 50                           |
| المصدر: Iran Meteorological Organization (records), (temperatures), (precipitation), (humidity), (days with precipitation), |                              |                              |                              |                              |                              |                              |                              |                              |                              |                              |                              |                              |                              |

## ديمغرافية المدينة
السكان هم من أصول عربية ويتحدثون اللغة العربية